# 田中俊介
田中 俊介（1990年1月28日—）是日本的演員・藝人， 中京圈的當地男子團體BOYS AND MEN的成員之一。暱稱為俊さん。
愛知県出身。隸屬於FORTUNE ENTERTAINMENT INC.。。身高175cm。在BOYS AND MEN中的代表色為銀色。